# Benedek László (lelkész)
Benedek László (Fülöpszállás, 1805 – Pánd, 1880. február 14.) református lelkész.

## Élete
Atyja Benedek József főjegyző volt; tanult Debrecenben; onnan szülőhelyére ment segédtanítónak, majd dömsödi segédlelkész, később gyömrői, majd pándi lelkész lett, s e hivatalában 42 évig működött.

## Munkái
Gyászbeszéd Szilassy-Csoma Klára felett. Kecskemét, 1841.